# Itainópolis
Itainópolis est une municipalité brésilienne située dans l'État du Piauí.